# Friedemann von Stockhausen
Hans-Friedemann von Stockhausen (* 1. Februar 1945 in Karlshafen) ist ein deutscher Maler, Fotograf und Hochschullehrer.

## Leben und Werk

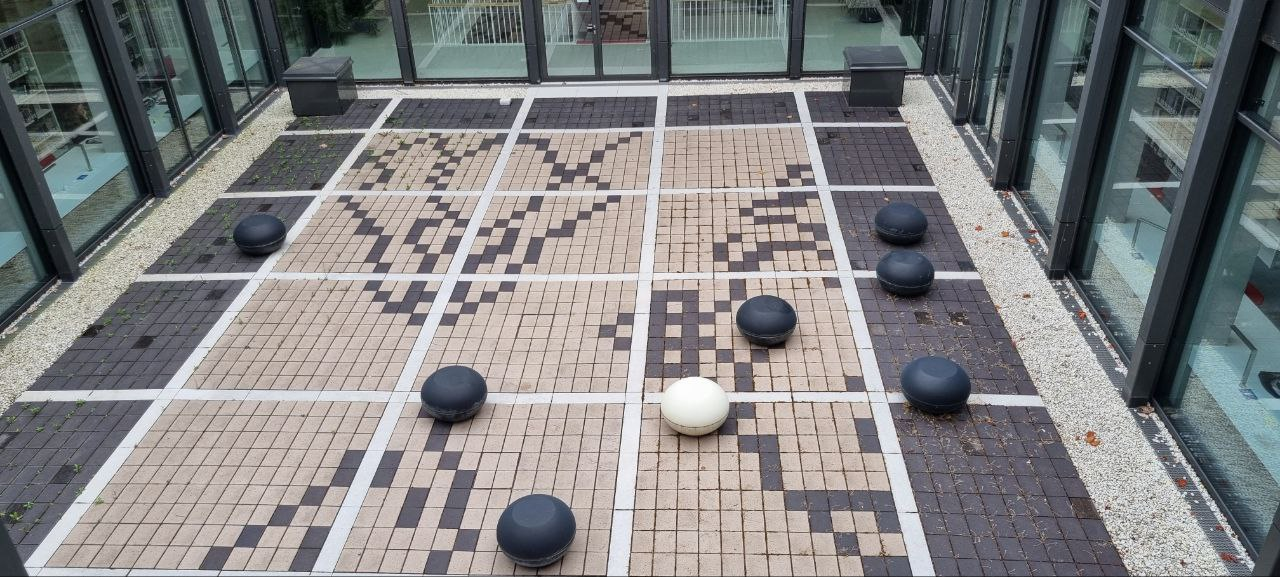
CATSweb, Innenhof des Centrums für Asienwissenschaften und Transkulturelle Studien der Universität Heidelberg (2018)

Friedemann von Stockhausen stammt aus einem thüringischen Adelsgeschlecht. Seine Eltern sind der Glasmaler Hans Gottfried von Stockhausen (1920–2010) und die Malerin Margarethe geb. Lahusen (1916–2006). Er studierte von 1965 bis 1969 Kunstgeschichte, Ethnologie und Soziologie an der Universität zu Köln und von 1969 bis 1973 Kunst an der Slade School in London. Von 1994 bis 2012 hatte er eine Professur an der HBK Braunschweig. Er lebt in Berlin. Seit 2015 ist er mit der Biologin Heidemarie Kranz (* 1950) verheiratet.

## Ausstellungen und Publikationen
Er hatte unter anderem Ausstellungen im Museum Folkwang, Essen (2012), in der Städtischen Galerie Wolfsburg (2010) in der Galeria Awangarda in Breslau (2004), im Art Museum, University of Memphis Art Museum (2000) und in der Hamburger Kunsthalle (1990).
- Bilder und Zeichnungen. Ausstellung in der Hamburger Kunsthalle vom 14. September bis 14. Oktober 1990. Mit einem Essay von Werner Hofmann. Hamburg 1990, ISBN 3-922909-00-0.
- In einer anderen Haut. (W innej skórze.) Salon, 2006, ISBN 3-89770-250-9.
- 77 Augen. Braus, Heidelberg 2008, ISBN 978-3-89904-338-9.
- Friedemann von Stockhausen. Ausstellung in der Galerie der Hochschule für Bildende Künste Braunschweig: Blicke hoch 1:1 Kohle Schnitte quer Summen Bilder vis à vis, Köln 2009, ISBN 978-3-940953-34-6.
- Blicke – Hoch – 1:1 – Kohle – Schnitte – Quer – Summen – Bilder – Vis a Vis. Snoeck, 2010, ISBN 978-3-940953-34-6.
- Ganze Teile. Museum Folkwang, Essen 2012, ISBN 978-3-9812153-1-1.
- Friedemann von Stockhausen : Ägypten – Parade. Zeichnungen und Photographien. Ausstellung im Herzog Anton Ulrich-Museums Braunschweig, Braunschweig 2012.